# Saint-Pierre-de-Mésage
Saint-Pierre-de-Mésage är en kommun i departementet Isère i regionen Auvergne-Rhône-Alpes i sydöstra Frankrike. Kommunen ligger i kantonen Vizille som tillhör arrondissementet Grenoble. År 2022 hade Saint-Pierre-de-Mésage 788 invånare.

## Befolkningsutveckling
Antalet invånare i kommunen Saint-Pierre-de-Mésage
Referens:INSEE